# Колодний Анатолій Миколайович
Анатолій Миколайович Колодний (*3 січня 1937, с. Софіївка, Черкаська область) — український учений. Президент Української Асоціації релігієзнавців. Заслужений діяч науки і техніки України, доктор філософських наук, професор, заступник директора-керівник Відділення релігієзнавства Інституту філософії ім. Г. С. Сковороди НАН України.

## Життєпис
У Київському університеті ім. Т. Шевченка здобув освіту з марксисько-ленінської філософії (1960). 1967 р. — кандидат філософських наук (закінчив аспірантуру Київського університету ім. Т.Шевченка.1970 р. — доцент у Чернівецькому державному університеті. У 1987 р. — доктор філософських наук, працював в Інституті філософії НАН України. З 1990 — професор. З 1992 р. — заступник директора-керівник Відділення релігієзнавства Інституту філософії ім. Г. С. Сковороди НАН України; З 1989 — завідувач відділом філософії релігії Інституту філософії НАНУ; У 1981—1989 рр. старший, провідний науковий співробітник, завідувач сектору Інституту філософії НАНУ; У 1960—1981 рр. — старший викладач Одеського університету; доцент, декан факультету підвищення кваліфікації викладачів суспільних дисциплін, завідувач кафедри філософії Чернівецького університету; доцент Житомирського педінституту. З 1993 р.- Президент Української Асоціації релігієзнавців. А. Колодний почав співпрацювати з Міжнародною асоціацією дослідників релігії, Міжнародною Асоціацією істориків релігії, Міжнародною Асоціацією соціологів релігії, Міжнародною Асоціацією дослідників релігії Центральної й Східної Європи, Міжнародною Асоціацією релігійної свободи. Він є членом Міжнародної Академії свободи релігії й віросповідань і Нью-Йоркської Академії наук. Підтримує зв'язку з Парламентом релігій світу.
А. Колодний брав участь в роботі різних релігієзнавчих і релігійних заходів в понад 30 країнах зарубіжжя. Підготував і передав різним міністерствам і установам України понад тридцять науково-експертних і науково-аналітичних матеріалів, відповідей на листи, які надходять у Служби Президента, до Верховної Ради й Уряду з питань релігійного життя. Входив до складу різних науково-експертних комісій Кабміну, Міносвіти, Міністерства юстиції, Держкомнацрелігій, Інституту стратегічних досліджень та ін.
Засновник і Президент Української Асоціації релігієзнавців (1993 р.), що нині має 19 обласних відділень, нараховує понад 300 членів, поєднуючи дослідників релігії наукових і культурно-освітніх установ, вищих навчальних закладів, працівників сфери релігії державних установ. Генеральний директор Центра релігійної інформації й свободи (ЦеРІС).
Викладацька діяльність (за сумісництвом): 
1992—2005 - професор НаУКМА, організатор нової спеціалізації «Релігієзнавство», розроблювач програм і навчальних планів нормативних і спецкурсів за фахом, паспорти навчальної й наукової спеціалізації з релігіознавства, концепції релігієзнавчої освіти в Україні; 
2000—2004 - професор Київського національного університету ім. Т. Г. Шевченка; 
1992 — професор Хмельницького університету управління та права, Херсонського державного університету та інших ВНЗ України. 
З 1960 до 1981 рік працював в різні роки в Одеському держуніверситеті ім. Мечникова, Чернівецькому держуніверситеті ім. Федьковича, Житомирському педінституті ім. І.Франка.
Працював у складі науково-експертної ради з філософії ВАК України. Є головою Спеціалізованої наукової ради Д. 26. 161.03 із захисту кандидатських і докторських дисертацій з релігієзнавства. Під його керівництвом захищено більше 10 докторських і близько 40 кандидатських дисертацій з релігієзнавчої проблематики.
Членство в наукових спільнотах: Українська Асоціація релігієзнавців (президент); Українське філософське товариство; Нью-Йоркська академія наук; Міжнародна асоціація релігійної свободи; Міжнародна Академія свободи релігії й віровизнань.
Головний редактор журналу «Українське релігієзнавство».

## Дисертації
- Колодный А. Н., Обрядово-бытовая религиозность современного верующего: автореферат диссертации кандидата философских наук. — К., 1966. — 22 с. (рос.)
- Колодный А. Н., Атеизм как форма мировоззренческого знания и самосознания личности.: автореферат диссертации доктора философских наук. — К., 1987. — 32 с. (рос.)

## Праці
Основні публікації:
- Життя. Праця. Думки. Біобібліографія. — К., 2007
- Україна в її релігійних виявах. Монографія. — К., 2005.
- Релігійне сьогодення України. Наукова збірка. — К., 2009.
- Релігієзнавство: предмет, структура, методологія. Монографія. — К., 1996 (співавтор і редактор).
- Академічне релігієзнавство. Монографія. — К. 2000. (співавтор і редактор).
- Феномен релігії: природа, структура, функціональність, тенденції. Монографія. — К., 1999.
- Україна релігійна. В 2-х кн.: «Стан релігійного життя України» та «Прогнози релігійного життя України». — К., 2008 (співавтор і редактор).
- Релігієзнавство. Підручник. — К., 2003.
- Основи релігієзнавства. Курс лекцій. — К., 2005.
- Історія релігії в Україні. Монографія. — К., 1999. (співавтор і редактор).
- Християнство й духовність. Наук. збірник. — К., 1998 (співавтор і редактор).
- Християнство й проблеми сучасності. Наук. збірник. — К., 2000 (співавтор і редактор).
- Християнство за умов постмодерну. Наук. збірник. — К., 2005 (співавтор і редактор).
- Релігійна духовність українця: прояви, фігури, стан. Монографія. — К., 1996.
- Український Східний обряд. Монографія. — К., 1997
- Religion and Church in the democratic Ukraine. Монографія. — К., 2000. Релігія й Церква років незалежності України. Монографія. — К., 2003 (співавтор і редактор).
- Рідна Українська Національна віра. Брошура. — К., 2002.
- Ідеологія сучасного релігійного сектантства. Монографія. — Львів, 1971 (співавтор і редактор).
- Релігієзнавчий словник.- К., 1996 (співавтор і редактор).
- Атеїзм як форма світоглядного знання. Монографія. — К., 1984.
- Релігія в духовному житті українського народу. Монографія. — К., 1994 (співавтор і редактор).
- Атеистическая убежденность личности. – К.: Вища шк., 1983. – 152 с.

Загальна кількість публікацій Колодного А. М. складається із понад 1000 публікацій різного масштабу — монографій, брошур, наук. збірників, статей, статей-довідок і тез. Серед них близько 20 у різних закордонних виданнях. Крім того, А.Колодний є науковим редактором понад двохсот колективних монографій і наукових збірників, часописів і методичних матеріалів, індивідуальних монографій, науковим редактором журналу «Релігійна свобода» (видрукувано на початок 2009 року 14 регулярних і 2 спеціальних випусків), головним редактором журналу «Українське релігієзнавство» (видрукувано на початок 2021 року 92 випуски), щомісячника «Релігійна панорама» (видрукувано 100 чисел). А.Колодний є відповідальним редактором десятитомника «Історія релігії в Україні» (видрукувано 7 книг), серії «Мислителі української діаспори» (видрукувано 4 книги), серії «Релігії України» (видрукувано 4 брошури). Входить у редакційні колегії наукових журналів «Філософська думка» і «Філософські обрії» (головний співредактор), щорічника «Історія релігій в Україні»(Львів) тощо. За останні роки А. Колодний був головою або співголовою понад 50 наукових і науково-практичних конференцій міжнародного, всеукраїнського й регіонального масштабу. Виступив з більш ніж 150 доповідями й повідомленнями. Став ініціатором циклів науково-практичних конференцій з релігієзнавчої науки та релігієзнавчої освіти, з проблем релігійної свободи, з історії релігій в Україні, державно-церковним відносинам, а також Днів релігійної толерантності, які проводяться в різних містах України із запрошенням до участі в їхній роботі представників різних конфесій.

## Нагороди
- 2001 р.: Срібний Хрест Заслуги від Президії Головної управи Об'єднання колишніх вояків-українців у Великій Британії.
- 2006 р.: «За професійні досягнення» від Президії Національної академії наук України.
- 2006 р.: «Почесним знак» від Державного департаменту у справах релігій Міністерства юстиції України.
- 2007 р.: Почесне звання «Заслужений діяч науки і техніки України» указом Президента України.
- 2017 р.: Лауреат премії НАН України імені Д. І. Чижевського.